# Захід штату Мінас-Жерайс (мезорегіон)
Захід штату Мінас-Жерайс (порт. Mesorregião do Oeste de Minas) — адміністративно-статистичний мезорегіон в Бразилії, входить в штат Мінас-Жерайс. Населення становить 922 656 чоловік на 2006 рік. Займає площу 24 043,467 км². Густота населення — 38,4 чол./км².

## Склад мезорегіону
В мезорегіон входять наступні мікрорегіони:
1. Дівінополіс
2. Кампу-Белу
3. Олівейра
4. Піумі
5. Форміга

| Бразилія | Це незавершена стаття з географії Бразилії. Ви можете допомогти проєкту, виправивши або дописавши її. |